# All That You Can't Leave Behind
All That You Can't Leave Behind là album phòng thu thứ 10 của ban nhạc rock Ireland U2. Album được sản xuất bởi Brian Eno và Daniel Lanois, được phát hành vào ngày 30 tháng 10 năm 2000 trên Island Records tại Anh và Interscope Records ở Hoa Kỳ. Sau khi đón nhận album của ban nhạc Pop năm 1997, All That You Can't Leave Behind trở lại với các âm thanh chủ đạo của ban nhạc sau khi họ thử nghiệm với alternative rock và nhạc Dance trong thập niên 1990. Tại thời điểm phát hành album, U2 đã tiết lộ rằng họ đã "nhiều lần nộp đơn... để trở thành ban nhạc hay nhất thế giới". U2 trong lần này đã đưa về Eno và Lanois, những người đã cùng sản xuất ba album trước đây của ban nhạc. Album có tên gọi ban đầu là "U2000", mà sau này đã trở thành tiêu đề cho chuyến lưu diễn của nhóm PopMart Tour.
All That You Can't Leave Behind đã nhận được sự nhìn nhận tích cực từ giới phê bình và đã bán được 12 triệu bản. Các ca khúc "Beautiful Day", "Walk On", "Elevation" và "Stuck in a Moment You Can't Get Out Of" đều là những đĩa đơn hết sức thành công. Các bài hát này của ban nhạc đã giành được 7 giải Grammy, đồng thời đây cũng là album duy nhất trong lịch sử khi có tới 2 bài hát thắng 2 Giải Grammy cho Thu âm của năm: "Beautiful Day" trong năm 2001 và "Walk On" trong năm 2002. Năm 2003, album đã được xếp hạng ở vị trí thứ 139 trên Tạp chí Rolling Stones trong danh sách "500 album hay nhất mọi thời đại", và nó đã được tái xếp hạng ở vị trí thứ 280 trong năm 2012.

## Danh sách và thứ tự các bài hát
Tất cả lời bài hát được viết bởi Bono, trừ những bài được ghi chú; tất cả nhạc phẩm được soạn bởi U2.
| STT              | Nhan đề                                  | Phổ lời          | Thời lượng |
| ---------------- | ---------------------------------------- | ---------------- | ---------- |
| 1.               | "Beautiful Day"                          |                  | 4:06       |
| 2.               | "Stuck in a Moment You Can't Get Out Of" | Bono, The Edge   | 4:32       |
| 3.               | "Elevation"                              |                  | 3:45       |
| 4.               | "Walk On"                                |                  | 4:55       |
| 5.               | "Kite"                                   | Bono, The Edge   | 4:23       |
| 6.               | "In a Little While"                      |                  | 3:39       |
| 7.               | "Wild Honey"                             |                  | 3:47       |
| 8.               | "Peace on Earth"                         |                  | 4:46       |
| 9.               | "When I Look at the World"               | Bono, The Edge   | 4:15       |
| 10.              | "New York"                               |                  | 5:28       |
| 11.              | "Grace"                                  |                  | 5:31       |
| Tổng thời lượng: | Tổng thời lượng:                         | Tổng thời lượng: | 49:05      |

| All That You Can's Leave Behind — Bài hát thêm cho phiên bản phát hành trên thị trường Anh Quốc, Ireland, Úc và Nhật Bản | All That You Can's Leave Behind — Bài hát thêm cho phiên bản phát hành trên thị trường Anh Quốc, Ireland, Úc và Nhật Bản | All That You Can's Leave Behind — Bài hát thêm cho phiên bản phát hành trên thị trường Anh Quốc, Ireland, Úc và Nhật Bản | All That You Can's Leave Behind — Bài hát thêm cho phiên bản phát hành trên thị trường Anh Quốc, Ireland, Úc và Nhật Bản |
| STT | Nhan đề | Phổ lời | Thời lượng |
| --- | --- | --- | --- |
| 12. | "The Ground Beneath Her Feet"                                                                                            | Salman Rushdie | 3:44 |
| Tổng thời lượng: | Tổng thời lượng: | Tổng thời lượng: | 52:49 |

Tại Nhật Bản, Úc, Ireland và Vương quốc Anh, "The Ground Beneath Her Feet" (3:44) là một bài hát thêm ở cuối album. Phần lời được viết bởi Salman Rushdie, và trong video âm nhạc của ca khúc có hình ảnh anh đang viết bài hát. Rushdie cũng cho biết về mối quan hệ của anh với ban nhạc và về hoàn cảnh mà ca khúc được sáng tác trong cuốn sách của anh, Step Across This Line.
Nhiều phiên bản giới hạn có bao gồm một đĩa thêm với các bài hát "Always," "Summer Rain," hoặc "Big Girls are Best". Sau đó, 7 (EP) được phát hành tại Hoa Kỳ, thay cho mặt B vốn không có sẵn trước đó ở thị trường này.

## Xếp hạng và chứng nhận
| Bảng xếp hạng (2000)                     | Vị trí cao nhất |
| ---------------------------------------- | --------------- |
| Album Úc (ARIA)                          | 1               |
| Album Áo (Ö3 Austria)                    | 1               |
| Album Bỉ (Ultratop Vlaanderen)           | 1               |
| Album Bỉ (Ultratop Wallonie)             | 1               |
| Album Canada (Billboard)                 | 1               |
| Album Đan Mạch (Hitlisten)               | 2               |
| Album Hà Lan (Album Top 100)             | 1               |
| Album Phần Lan (Suomen virallinen lista) | 1               |
| Album Pháp (SNEP)                        | 1               |
| Album Đức (Offizielle Top 100)           | 1               |
| Album Ireland (IRMA)                     | 1               |
| Album Ý (FIMI)                           | 1               |
| Album New Zealand (RMNZ)                 | 1               |
| Album Na Uy (VG-lista)                   | 1               |
| Album Ba Lan (ZPAV)                      | 2               |
| Album Tây Ban Nha (PROMUSICAE)           | 84              |
| Album Thụy Điển (Sverigetopplistan)      | 1               |
| Album Thụy Sĩ (Schweizer Hitparade)      | 2               |
| Album Anh Quốc (OCC)                     | 1               |
| Album Hoa Kỳ Billboard 200               | 3               |

| Quốc gia       | Chứng nhận  | Doanh số   |
| -------------- | ----------- | ---------- |
| Áo             | Bạch kim    |            |
| Ba Lan         | Vàng        | 20.000+    |
| Canada         | 5× Bạch kim | 500.000+   |
| Châu Âu        | 4× Bạch kim | 4.000.000  |
| Đan Mạch       | 2× Bạch kim |            |
| Hà Lan         | 2× Bạch kim |            |
| Hoa Kỳ         | 4× Bạch kim | 4.000.000+ |
| Ireland        | Đa bạch kim |            |
| Phần Lan       | Vàng        | 27.312     |
| Thụy Sĩ        | 2× Bạch kim |            |
| Úc             | 5× Bạch kim |            |
| Vương quốc Anh | 3× Bạch kim | 900.000+   |